# Mecom Group
Die Mecom Group war eine Mediengruppe mit Sitz in London. Sie war unter anderem an Medienhäusern in den Niederlanden, Norwegen, Dänemark, Polen und der Ukraine beteiligt.
Gegründet wurde Mecom im Jahr 2000 von David Montgomery.
Seit 2005 war das Unternehmen am Alternative Investment Market (AIM) in London notiert. Zur Gruppe gehörten zwischen Oktober 2005 und Januar 2009 unter anderem der Berliner Verlag und die Hamburger Morgenpost. Am 13. Januar 2009 teilte der Kölner Verlag M. DuMont Schauberg mit, dass er die Aktivitäten der Mecom-Gruppe in Deutschland inklusive der Berliner Zeitung und der Hamburger Morgenpost übernehmen werde. Mecom erzielte nach eigenen Angaben für die gesamten Publikationen einen Verkaufspreis von 152 Millionen Euro.
In Polen besaß Mecom die Rzeczpospolita.
In Norwegen gehörte Mecom die Gruppe Orkla Media, die sie 2006 für 970 Millionen Euro gekauft hatte.
Im Februar 2015 hat das belgische Verlagshaus De Persgroep Mecom mit den beiden Beteiligungen Koninklijke Wegener in den Niederlanden und Berlingske Media in Dänemark übernommen. im Jahr darauf wurde das Unternehmen aufgelöst.